# ヨツモンカメノコハムシ
ヨツモンカメノコハムシ Laccoptera quadrimaculata はハムシ科の昆虫の1つ。いわゆるカメノコハムシ類で、扁平な体の縁が薄い板状に広がっており、その背面に凹凸が多く、大きな黒い斑紋が4つ目立つ。サツマイモなどの害虫として有名で、熱帯アジアを中心に分布し、日本では琉球列島にいたが、近年本土にも広がりつつある。

## 特徴
体長は7.5-9.0mm。背面は強く隆起しており、前胸背板には隆起した部分が複雑な形のしわ状の構造を作る。また前翅の背面には点刻の列があるが、その間にも縦に並ぶはっきりした隆起条がある。背面は褐色で外縁は黄褐色で透明。腹面は一部を除いて赤褐色で、歩脚も赤褐色をしている。?節の爪には内側に櫛歯状の構造がある。また前胸背の中程に小さな黒斑が1対、前翅の基部側と後方との側縁近くに大きな黒斑が1対ずつあり、さらに後方の黒斑の内側、中央近くにも不鮮明なやや小さな黒斑がある。和名は前翅側辺の合わせて4つの黒斑が目立つことによると思われる。
幼虫は終齢で8mmになり、全体に淡褐色で背面の側方は暗褐色になっている。形は扁平な紡錘形で、側面に樹枝状の突起が並び、尾の端に脱皮殻や糞を把持し、それで背中を覆うようにする。体側の突起は比較的短くて太い。

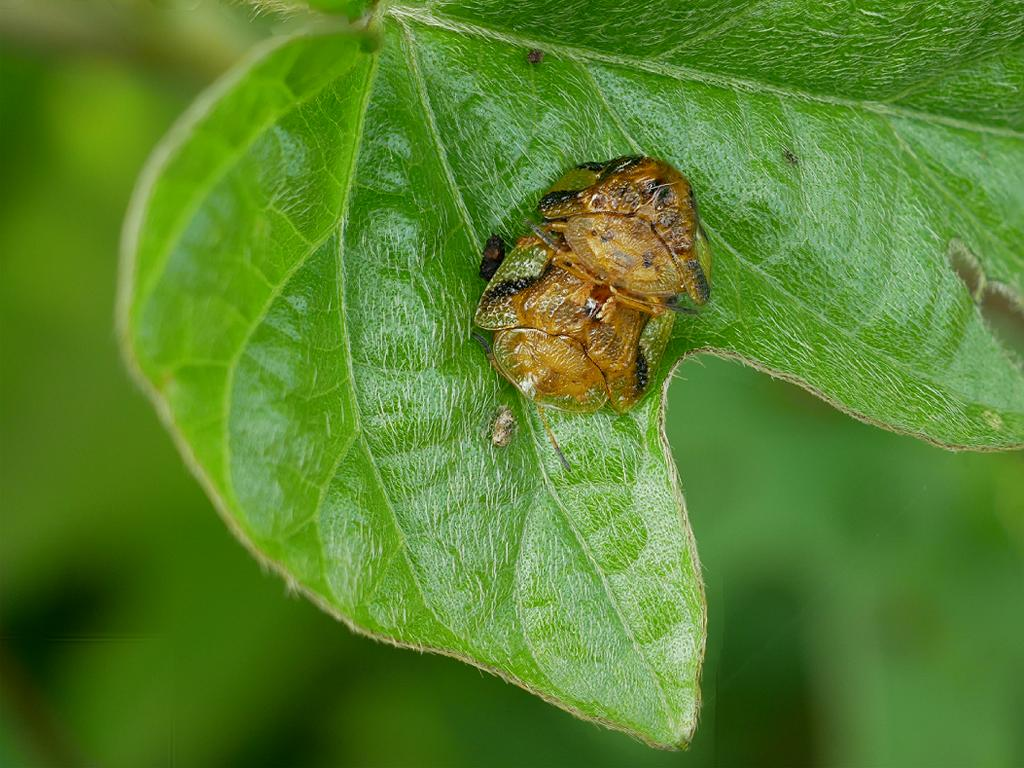
交尾中
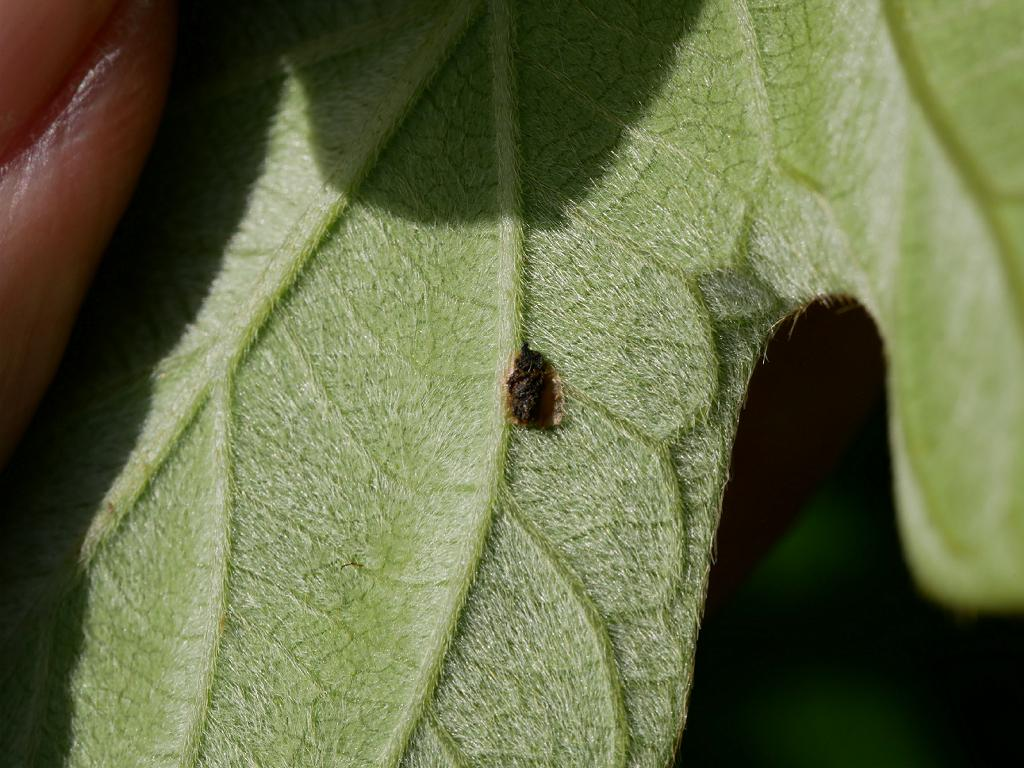
卵塊
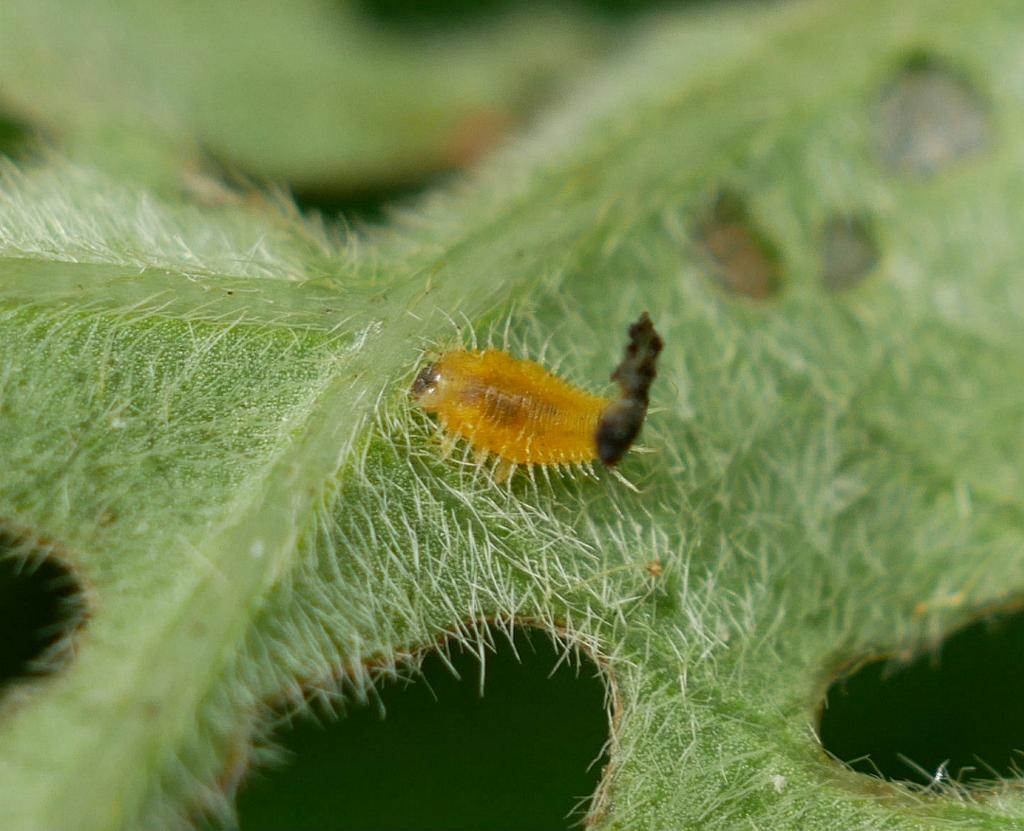
初期の幼虫
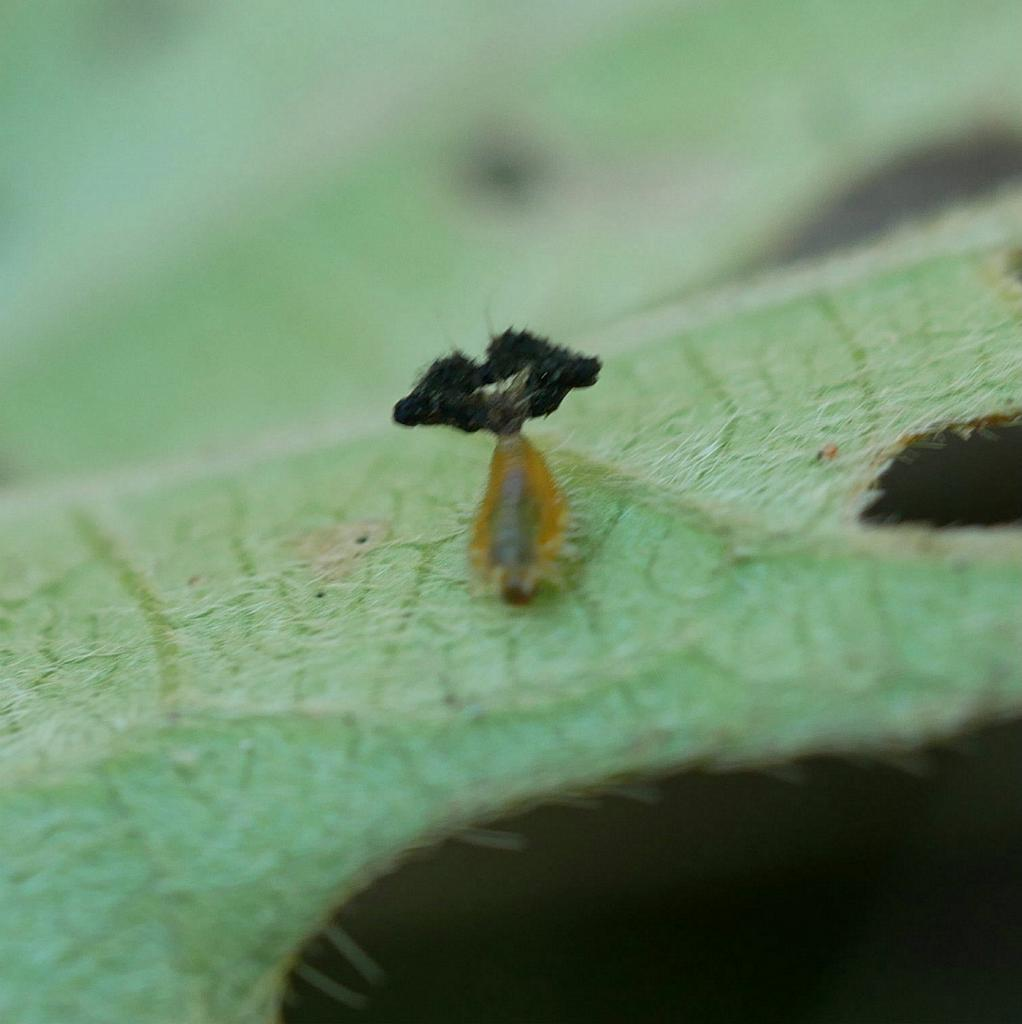
背中側に脱皮柄などをかざす
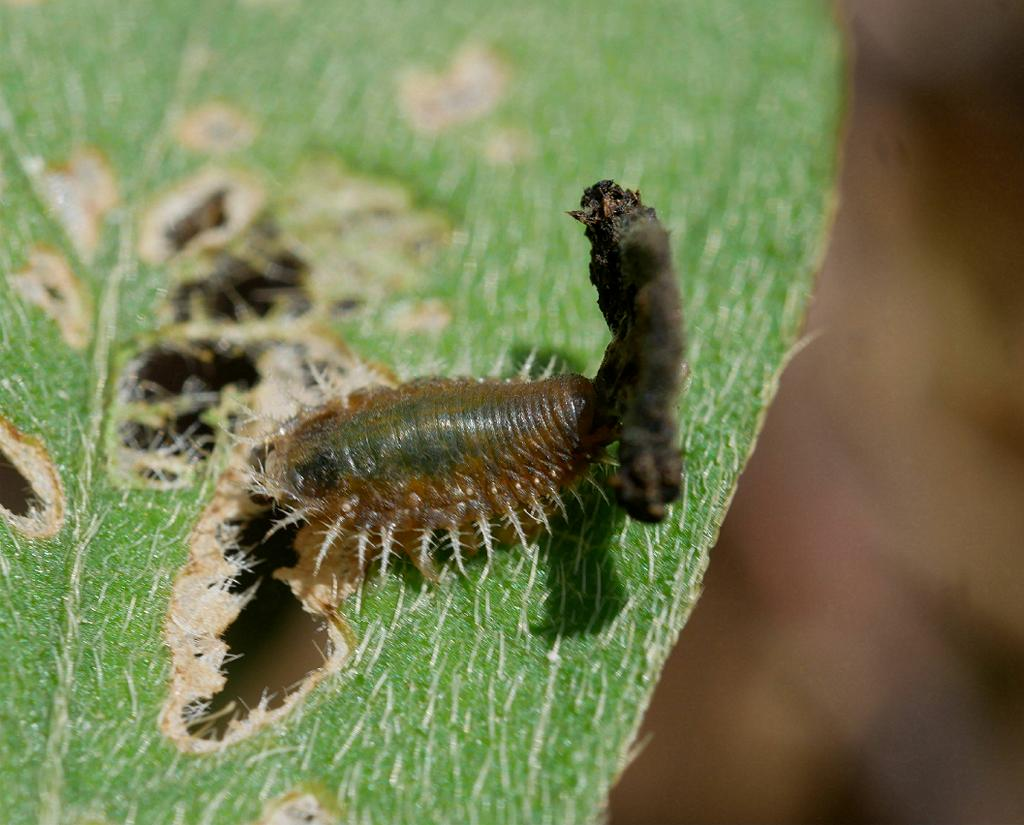
成長した幼虫
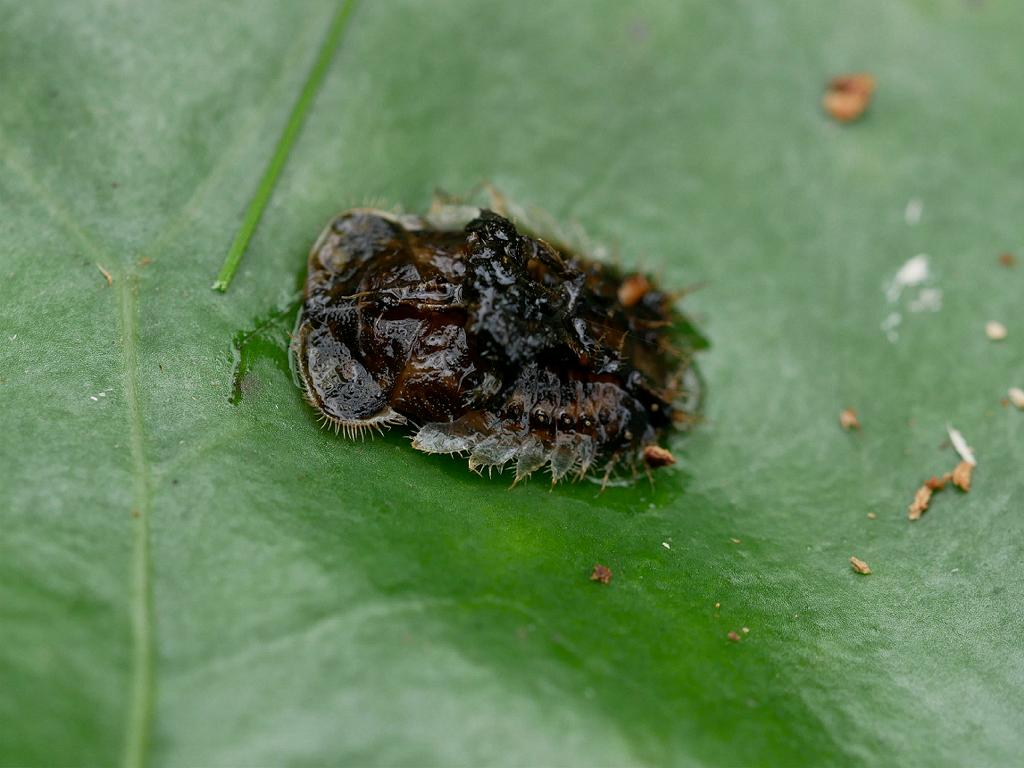
蛹
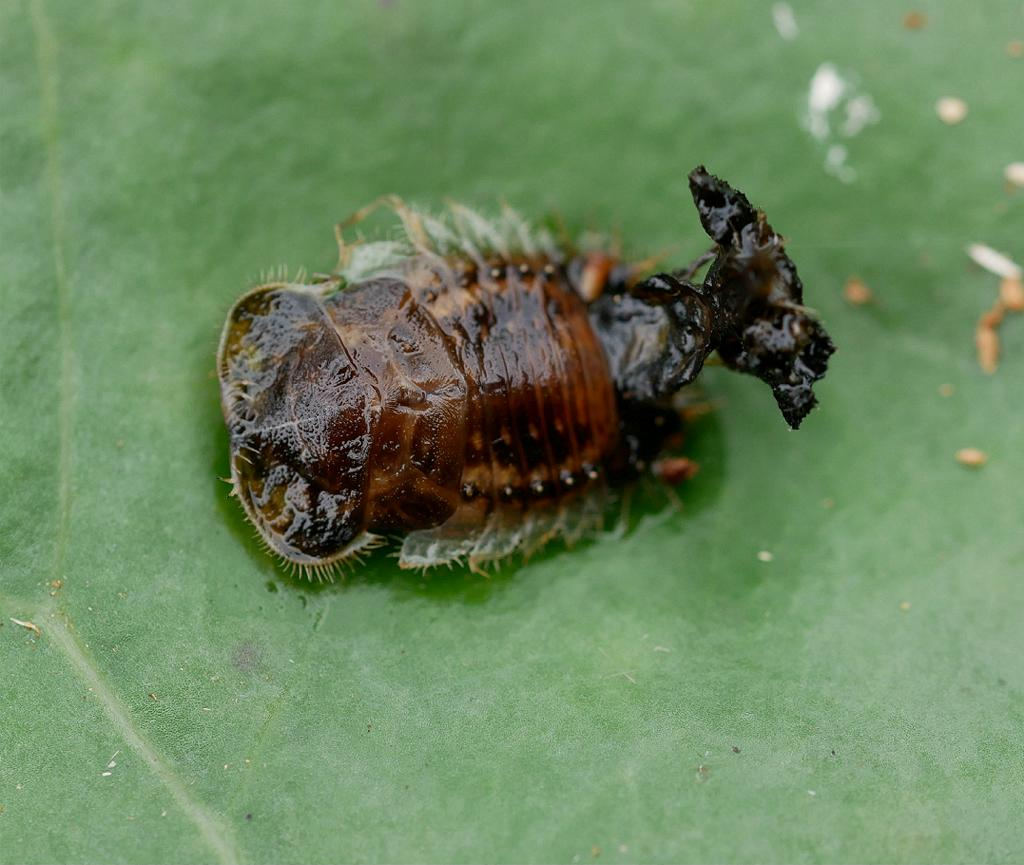
同、背中の脱皮殻を揚げさせた

## 生態など
熱帯地域ではサツマイモの害虫として知られるが、食性の範囲としてはヒルガオ科のある程度の範囲を食べ、サツマイモ以外にもノアサガオが食草としてよく知られている。日本ではそのほかアサガオ、ヒルガオ、ハマヒルガオも食べることが知られているが、この中ではサツマイモとノアサガオが好まれ、この2種では嗜好性は同程度であったという。
卵は1-7個をまとめて2層の膜に包んだものを葉裏に付着させ、その上に糞を塗りつける。幼虫は背中に脱皮殻や糞を背負う習性があり、蛹になるときも葉裏でやはり背中に糞や脱皮殻を背負った形でいる。

## 分布
アジアの熱帯を中心に分布するもので、林他編著(1984)では日本では沖縄本島以南の琉球列島にのみ産し、国外では中国南部、台湾、インドシナ、ビルマ、インドに産する、となっている。しかしその後に日本国内では分布域を北に広げている。1996年に奄美大島で見つかり、1999年以降には九州各地で発生が確認され、2008年には本州で始めて静岡県で、2012年には伊豆諸島で発生が始まった。九州においては1999年に長崎で見つかったのが最初で、次は2002年に鹿児島で見つかった。大分県では2016年にサツマイモへの食害が発見された。また四国でも2014年に高知県での発生が報告された。静岡県においては2008年に富士川町で発見され、2010年には静岡市でも観察され、2014年には藤枝市でも確認され、さらに大井川以西へとその生息域を広げているという。他に愛媛県、山口県、神奈川県、三重県、和歌山県でも報告がある。

## 類似種など
同属の種は日本には他にいない。一見似ているものはイチモンジカメノコハムシ Thlaspida cribrosa などがあるが、食草が違う。本種もヒルガオにつくこともあり、同様にヒルガオを喰うものにはジンガサハムシ Aspidomorpha indica などがあり、九州以南でヒルガオやサツマイモなどにつくものにタテスジヒメジンガサハムシ Cassida circumdata があるが、本種はこれらよりやや大きく、また背面に隆起や突起が多数あることで区別は容易である。総じて本種はこの類では大型で、背面のしわや隆起、それに黒い斑紋が目立つために判別はしやすい。

## 利害
サツマイモの害虫として古くから知られているものである。特にインドから台湾に渡る地域ではサツマイモの害虫としてよく知られている。幼虫、成虫ともにサツマイモの葉を食べる。広がった葉の中心部近くの葉身に虫食い状に穴を開ける形で食害する。食痕は楕円形で長さ4-8mm、幅3-4mm程度。多数発生した場合、個々にこのような大きさの穴が多数空き、葉が穴だらけになる。
上記のようにサツマイモ以外のヒルガオ科の植物も食べる。静岡では成虫で越冬し、越冬個体は春になるとヒルガオや野生化したアサガオなどを食べ、産卵発生を繰り返し、初夏になるとサツマイモ畑に移動し、加害を始める。
大分県は対策として農薬散布の指示とともにサツマイモ圃場周辺のノアサガオを除去することを勧めている。